# Off*beat
『Off*beat』（オフビート、日本語訳題名：オフ★ビート-BOY・ミーツ・BOY-）は、ジェン・リー・クイック (Jennifer Lee Quick) のOELマンガ作品。発行はTOKYOPOP。日本語訳版は電子書籍として配信。

## 概要
現代アメリカのニューヨーククイーンズ地区に住む15歳の少年トーリ・ブレイクを主人公とするボーイズラブ漫画。
第1巻は2005年9月刊行、第2巻は2006年11月刊行。完結巻となる第3巻は2008年8月刊行予定であったが、TOKYOPOPのOELマンガ事業縮小の余波により、同年12月に刊行延期というアナウンスが出されている。第1巻は、2007年度米国図書館協会選定10代向け推薦グラフィックノベル (Great Graphic Novels for Teens) の一つに選ばれている。

## あらすじ
映像記憶能力を持つトーリは、成績優秀だが周囲に馴染めない生意気で孤独な少年だった。ある夜向かいの邸宅に越してきた同い年の少年・コリンを見かけた彼は、その日以来コリンの行動を観察し、克明にノートに記録するようになる。トーリの行動は次第にエスカレートし、1年後にはコリンの通う私立校に転校。生活指導カウンセラー室に忍び込み、コリンの個人情報を調べ上げることまでする。
コリン・スティーブンスは法的後見人のギャレッツ博士と二人暮らしで、その邸宅は二重のドアに閉ざされ窓には鉄格子がはまり、日中でもブラインドが下げられている。コリンはしばしば持病の発作を起こす為体育の授業は免除、出席日数も足りないのだが、多額の寄付金により退学を免れている。ギャレッツ博士の車のナンバープレートから、博士が「ガイア・プロジェクト」という謎の計画に関与していることを突き止めたトーリは、物理の個人指導を口実にコリンに近づく。
非社交的で無愛想なコリンは、ある日を境に何故かトーリに対し親し気に振舞うようになる。戸惑いつつも幸福に浸るトーリだったが、コリンの態度の変化には思惑があった。

## 登場人物
クリストファー・"トーリ"・ブレイク
赤毛のくせ毛に雀斑だらけの15歳の少年。学業成績は優秀だが、周囲を見下している為同年の友人はいない。得意科目は物理で体育は嫌いなナード。母子家庭で、家を出て行った同名の父を憎んでいる。
退屈を持て余していたある日、向かいに越してきた少年・コリンに強烈な好奇心を抱き、ストーカーまがいの「調査」を始める。映像記憶能力を持ち、物事を分単位で記録しておかなければ気がすまない記録魔。
コリン・スティーブンス
南アフリカ出身。父は英国人、母は中国系英国人。現在は法的後見人のギャレッツ博士と7匹の猫達と一緒に暮らしている。黒髪でエキゾチック、他人を寄せ付けない孤独でミステリアスな美少年。
ガイア・プロジェクトという謎の計画に深く関わり、頻繁に学校を休む上、不可解な発作を起こす為に校内では孤立している。
ポール・パターソン
トーリのアパートの二階を間借りしている青年。大学に通いながらグラフィックデザインの仕事もしている。ゲームオタクだが彼女持ち。ビンテージ・ゲームで買収されて、トーリの常軌を逸した「調査」に協力。ハッキングによりガイア・プロジェクトのファイルを手に入れる。